# ヴァレリー・キチン
ヴァレリー・セルゲイェーヴィチ・キチン（キルギス語: Валерий Сергеевич Кичин、1992年10月12日 - ）は、キルギスとロシアのサッカー選手。キルギス代表。ポジションはDF。

## クラブ歴
FCジャララバードで選手となった。2010年にFCドルドイ・ビシュケクに移籍。
2013年2月27日にFCヴォルガ・ニジニ・ノヴゴロドに移籍。FCヒミク・ジェルジンスク、FCウファに期限付き移籍した。
2014年7月2日に3年契約でFCアンジ・マハチカラに完全移籍。2015年1月にFKチュメニに期限付き移籍。2015年6月30日に双方合意の下、契約を解除。その後チュメニに完全移籍。
2016年にFKエニセイ・クラスノヤルスクに完全移籍。
2019年7月にFCディナモ・ミンスクに完全移籍。2020年2月17日にFCトルペド・モスクワに完全移籍。同年夏にエニセイ・クラスノヤルスクに完全移籍。

## 代表歴
2011年7月23日に行われた2014 FIFAワールドカップ・アジア2次予選のウズベキスタン代表戦で代表初出場。2016年8月30日に行われたカザフスタン代表との親善試合で代表初得点。

## 私生活
正教会を信仰している。19歳でロシア国籍を取得。